# James Gordon (personaje)
James "Jim" Gordon es un personaje ficticio que aparece en los cómics estadounidenses publicados por DC Comics, más comúnmente en asociación con el superhéroe Batman. El personaje debutó en el primer panel de Detective Comics # 27 (mayo de 1939), primera aparición de Batman, donde se le conoce simplemente como el Comisario Gordon. El personaje fue creado por Bill Finger y Bob Kane. El comisario Gordon hizo su debut como aliado de Batman, convirtiéndose en el primer personaje de apoyo de Batman en ser presentado.
Como Comisario de policía de Gotham City, Gordon comparte el profundo compromiso de Batman de librar a la ciudad del crimen. El personaje se suele retratar como si tuviera plena confianza en Batman e incluso depende un poco de él. En muchas historias modernas, es un tanto escéptico con los métodos de vigilante de Batman, pero sin embargo cree que Gotham lo necesita. Los dos tienen un respeto mutuo y una amistad tácita. Gordon es el padre o el padre adoptivo (dependiendo de la continuidad) de Bárbara Gordon, la primera Batgirl moderna y la agente de información Oracle. Jim Gordon también tiene un hijo, James Gordon Jr., quien apareció por primera vez en Batman: año uno.
Gordon, uno de los aliados más notables y duraderos de Batman, ha aparecido en varias formas de medios que no son cómics; ha sido expresado en animación y videojuegos por Bob Hastings, Bryan Cranston, Jonathan Banks y Christopher Meloni, entre otros, y ha sido retratado en acción real por Lyle Talbot en la serie Batman and Robin de 1949, Neil Hamilton en la serie Batman y película de 1960. Pat Hingle en las películas de Batman de Tim Burton/Joel Schumacher, Gary Oldman en The Dark Knight Trilogy, Ben McKenzie en Gotham, J. K. Simmons en la película de DC Extended Universe (DCEU) Liga de la Justicia y su montaje del director, y Jeffrey Wright en The Batman. En 2011, Jim Gordon ocupó el puesto 19 en el "Top 100 Comic Book Heroes" de IGN.

## Historial de publicación
Creado por Bill Finger y Bob Kane, Gordon debutó en el primer panel de Detective Comics # 27 (mayo de 1939), en el que se le conoce simplemente como el Comisario Gordon. El nombre del personaje fue tomado del anterior comisario de personajes de pulpa James W. "Wildcat" Gordon, también conocido como "The Whisperer", creado en 1936 por Henry Ralston, John Nanovic y a Lawrence Donovan para Street & Smith.

## Biografía del personaje
Gordon había servido en el Cuerpo de Marines de los Estados Unidos antes de convertirse en un oficial de policía. En la mayoría de las versiones de los mitos de Batman, Jim Gordon aparece en un momento u otro como comisario del Departamento de Policía de Gotham City. Gordon se comunica con frecuencia con Batman para obtener ayuda para resolver varios delitos, en particular los cometidos por supervillanos. En general, es Gordon quien usa la Bati-señal para invocar a Batman, y se ha convertido en una especie de broma que dice que el Caballero Oscuro a menudo desaparecerá en medio de la discusión cuando Gordon se da la vuelta. Gordon generalmente se representa con cabello plateado o rojo, lentes y un bigote. En la mayoría de las encarnaciones, se le ve usando una gabardina, corbata y, en ocasiones, un sombrero fedora. También a veces se le representa con un bastón, aunque no se revela por qué lo usa. Debido a que DC Comics retomó la historia de sus personajes en la miniserie Crisis en Tierras Infinitas de 1985, y debido a las diferentes interpretaciones en televisión y cine, los detalles de la historia de Gordon varían de una historia a otra.
Él ha estado casado dos veces; primero a Barbara Eileen Gordon (née Barbara Eileen Kean) y luego a Sarah Essen Gordon.

### Caracterizaciones tempranas
En la versión original anterior a la crisis de su historia, Gordon es un detective de policía que inicialmente se resiente de la interferencia del misterioso vigilante en el negocio de la policía. Aparece por primera vez en Detective Comics # 27, en la primera historia de Batman, en la que ambos investigan el asesinato de un químico industrial. Aunque Batman lucha por el lado de la justicia, sus métodos y su historial fenomenal para detener los crímenes y capturar a los delincuentes avergüenza a la policía en comparación. Finalmente, Batman se encuentra con Gordon y convence al detective de que necesitan ayuda mutua. Gordon sustituye a Batman y, posteriormente, El Caballero de la Noche trabaja con Gordon como agente de la ley.[cita requerida]
En Batman Special # 1, se revela que Gordon, de joven policía, disparó y mató a dos ladrones en defensa propia frente a su hijo. Los resultados de este evento llevarían al niño a convertirse en el primer Wrath, un asesino de policías con un disfraz y un motivo inspirado en Batman, que vendría después de Gordon para vengarse años más tarde.

### Post-crisis

#### Batman: año uno
La versión posterior a Crisis fue presentada a mediados de los años 80 en la historia Batman: año uno, escrita por Frank Miller. En esta versión, James W. Gordon se transfiere a Gotham City después de pasar más de 15 años en Chicago. Gordon, un hombre íntegro, descubre que Batman es su único aliado contra la administración controlada por la mafia. Una de las diferencias más significativas en esta versión es que Batman nunca es delegado y la relación de Gordon con él se mantiene fuera del ojo público siempre que sea posible. También se agrega que él es un veterano de las fuerzas especiales que es capaz en el combate cuerpo a cuerpo; él toma represalias contra una intimidación de intento de compañeros corruptos con igual violencia. Se le describe como teniendo un romance extramatrimonial con otra detective, Sarah Essen. En un momento dado, Essen y Gordon deducen que Batman es, de hecho, Bruce Wayne, pero nunca investigan más a fondo sus suposiciones para confirmarlo. Gordon rompe su aventura luego de ser chantajeado por el comisario de policía corrupto, Gillian B. Loeb. El jefe de la mafia, Carmine Falcone envía a su sobrino, Johnny Viti, a secuestrar a la familia de Gordon; Batman los salva, sin embargo, y ayuda a Gordon a exponer la corrupción de Loeb. Después de que Loeb renuncie, Gordon es ascendido a capitán.
La miniserie Gordon of Gotham de 1998 se lleva a cabo casi 20 años antes de los acontecimientos actuales del Universo DC y dos meses antes de su llegada a Gotham en Batman: año uno. Revela que Gordon, durante su permanencia en Chicago, luchó con su esposa por concebir un hijo mientras tomaba clases nocturnas de criminología. Se convierte en una celebridad menor después de frustrar un intento de robo nocturno. Sin embargo, cuando decide investigar a un compañero corrupto, el oficial corrupto y sus amigos lo asaltan, y el departamento de policía lo desacredita para encubrir el escándalo. Gordon descubre evidencia de fraude en el ayuntamiento de Elección y derriba a dos de sus compañeros oficiales, lo que lleva a su comandante a recomendar que sea transferido a Gotham.
La historia de Wrath Child, publicada en Batman Confidential issues 13-16, retconecta de nuevo el origen de Gordon: en esta continuidad, Gordon comenzó su carrera en Gotham, pero se trasladó a Chicago después de disparar a un policía corrupto y a su esposa (los padres de Wrath original). Loeb, entonces un capitán, organizó la transferencia en un intento de evitar que él y sus compañeros policías corruptos fueran expuestos. Loeb amenaza la vida de Wrath en el futuro para obligar a Gordon a cumplir con la transferencia. Más tarde, Gordon vuelve a Gotham aproximadamente al mismo tiempo que Batman comienza su carrera.
Siendo todavía un teniente, Gordon convence al sucesor de Loeb de implementar la Bati-señal como un medio para contactar a Batman y también para asustar a los criminales. Es en esta época cuando el primer Robin, Dick Grayson, se convierte en el compañero de Batman. Gordon inicialmente desaprueba que Batman haya reclutado a un niño para luchar contra criminales peligrosos, pero pronto crece no solo para aceptar al niño sino también para confiar en él tanto como lo hace con Batman.
Gordon se eleva rápidamente al rango de comisario después de que él y Batman eliminen la corrupción dentro del departamento. Después de la muerte de su hermano y cuñada, él adopta a su sobrina, Bárbara. Poco después de adoptar a Bárbara, se divorcia de su esposa, quien regresó a Chicago con su hijo James Jr., mientras retiene la custodia de Bárbara, quien finalmente se convierte en Batgirl. Gordon rápidamente deduce la verdadera identidad de la heroína, e intenta confrontarla al respecto, llegando a buscar pruebas en su dormitorio. Sin embargo, él estaba casi engañado de esta creencia, cuando Batman (después de sancionar a Batgirl oficialmente) hizo que Robin se vistiera como Batgirl mientras Barbara está en el techo con su padre. Gordon continuaría creyendo que su hija es realmente Batgirl, pero no volvería a confrontarla por eso, hasta años después.

#### Batman: The Killing Joke
En la novela gráfica de 1988, The Killing Joke, el Joker secuestra a Gordon después de disparar y paralizar a Barbara. Luego enjaula a Gordon en el espectáculo de un parque de atracciones abandonado y lo obliga a mirar las fotos agrandadas de su hija herida en un esfuerzo por volverlo loco, demostrando así a Batman que incluso las personas aparentemente normales pueden perder la cabeza después de tener "una mal día". Batman finalmente detiene al Joker y rescata a Gordon. A pesar del intenso trauma que ha sufrido, la cordura y el código ético de Gordon están intactos él insiste en que Batman detiene al Joker sin lastimarlo para "mostrarle que nuestro camino funciona".

#### Matrimonio
Poco después de que Sarah Essen regresa a la vida de Gordon, reavivan su romance y se comprometen. Sin embargo, Essen no puede comprender por qué Gordon necesita tanto a Batman, lo que en ocasiones pone una tensión en su relación.
En Batman: Anual # 2 de Legends of the Dark Knight, poco antes de su boda planificada, el exteniente Arnold Flass (el excompañero de Gordon) derrota a Gordon y secuestra a James Jr. por un rescate a cambio de dejar que un juez corrupto salga libre. Batman salva a James Jr., mientras que Gordon, Essen, Flass y el juez están atrapados y deben trabajar juntos para escapar.
Durante un breve período después de las historias de Knightfall y Prodigal, Gordon es removido de su puesto como comisionado y reemplazado por su propia esposa, debido en parte a su propia falta de inclinación a confiar en Batman después de que dos sustitutos, Jean-Paul Valley y Dick Grayson, asuman el papel y no te molestes en decirle sobre el cambio.

#### No Man's Land
La historia de No Man's Land tiene lugar después de que Gotham sea destruido por un terremoto y aislado de la asistencia externa. Dentro de Gotham, Gordon lucha por mantener el orden en medio de una ola de crímenes. Batman está misteriosamente ausente durante los primeros tres meses, y Gordon se siente traicionado. Forja una alianza incómoda con Dos Caras, pero la asociación no dura; Dos Caras secuestra a Gordon y lo lleva a juicio por romper su alianza "legalmente vinculante". Gordon se escapa, sin embargo, y más tarde se reúne con Batman una vez más. En esta confrontación, Gordon reprende a Batman por dejar que Gotham "se arruine". Batman se ofrece a demostrar su confianza al revelar su identidad secreta, pero Gordon se niega a mirar cuando Batman se quita la máscara. Finalmente, los dos reparan su amistad.
Al final de la historia de No Man's Land, el Joker mata a Sarah Essen-Gordon. Un enfurecido Gordon apenas se abstiene de matar a Joker y, en cambio, le dispara a Joker. No mucho después, Gordon es asesinado por un criminal que busca venganza por un arresto anterior. Aunque está gravemente herido, sobrevive y, finalmente, se recupera completamente.

#### Retiro
Gordon se retira de la policía después de haber servido por más de 20 años. Permanece en Gotham y ocasionalmente disfruta de las visitas nocturnas de Batman. A pesar de estar retirado, Gordon a menudo se siente atraído por una serie de circunstancias de vida o muerte, como que el Joker le enviara flores durante Last Laugh, o que el Harvey Dent reformado temporalmente lo pusiera en contacto para impedir que Batman lo matara. Secuestrado por Francis Sullivan, nieto de uno de los famosos asesinos en serie de Gotham, durante la historia de Made of Wood. Después del ataque de Sullivan, Batman le da a Gordon un teléfono celular encriptado, el llamado Bati-teléfono, en caso de que necesite contactarlo, el cual también lleva un transmisor en caso de problemas. También tiene contactos con las agencias policiales del país, donde los departamentos del alguacil le piden a Gordon que se ponga en contacto con Batman para ayudar a investigar una serie de asesinatos inusuales en un territorio suburbano fuera de los límites de la ciudad; Resulta ser un caso paranormal que involucra magia negra, rituales ocultos y lo sobrenatural. El comisionado Michael Akins ha tomado su posición, y muchos oficiales expresaron renuencia a seguirlo por lealtad a Gordon.
Después de que Bárbara requiere cirugía para contrarrestar los efectos del virus Brainiac que amenazan la vida, Gordon la visita en Metrópolis. Ella le revela su papel actual como Oracle, así como su pasado como Batgirl. Gordon admite que él sabía de su vida como Batgirl, pero está gratamente sorprendido de saber de su segunda carrera como Oracle.

#### Regreso
Como parte de "One Year Later" de DC, Gordon se ha convertido nuevamente en el comisionado de policía de Gotham. Reconstruye la señal de murciélago, pero todavía lleva el teléfono móvil que le dio Batman. Las circunstancias detrás de esto son actualmente desconocidas, aunque ha habido alusiones a la corrupción extrema dentro del GCPD. Estas alusiones están respaldadas por eventos dentro de Gotham Central, especialmente en relación con el detective Jim Corrigan. Gordon sobrevive a un atentado contra su vida por parte del Joker (Batman # 655), quien lo había drogado con veneno Joker en un ataque contra el GCPD. Él es llevado al hospital a tiempo.

#### Blackest Night
Durante el cruce de Blackest Night, mientras lloraba el fallecimiento del Batman original, que aparentemente fue asesinado en acción durante la Crisis final, Gordon y su hija presenciaron el choque de la Linterna Verde en la Bati-Señal, luego de ser asaltado por una versión reanimada del fallecido Detective Marciano. Después de ofrecer al héroe un auto de repuesto, los Gordon se encuentran luchando por sus vidas contra las versiones reanimadas de la galería original de Batman en Gotham Central, donde Gordon hace un trabajo corto del asesino en serie Abattoir (en forma de Black Lantern) con una escopeta. Ellos son rescatados por la corriente Caballero Oscuro, Robin, Red Robin y Deadman, pero luego son atacados por los padres de Batman y Red Robin, los reanimados Graysons y los Drakes. Mientras Batman y Red Robin luchan contra los Black Lanterns, Robin lleva a los Gordon a su base subterránea. Más tarde, se muestra que Alfred Pennyworth atiende sus heridas (Gordon está inconsciente, protegiendo así las identidades secretas del equipo) junto con Bárbara en la enfermería del búnker.

### The New 52
En septiembre de 2011, The New 52, un reinició la continuidad de DC. En esta nueva línea de tiempo, Gordon sigue siendo el comisionado de la GCPD y ex marine, pero es más joven que su interpretación tradicional; todavía tiene el pelo rojo y el bigote de Batman: año uno. Todavía está casado con su esposa Barbara, y él y Barbara son los padres biológicos de Barbara "Babs" Gordon (también conocida como Batgirl).
Durante la historia de Maldad Eterna, el comisionado Gordon ingresa en la Penitenciaría de Blackgate para salvar al director. Cuando estalla una guerra terrestre entre los reclusos de Arkham, Gordon ayuda a evacuar a los ciudadanos de Gotham City.
En Batman Eternal, la historia comienza cuando Gordon es engañado para dispararle a un sospechoso desarmado en una estación de tren subterráneo, lo que resulta en un descarrilamiento del tren y la detención de Gordon. Mientras estuvo encarcelado, a Gordon lo visita su hijo, quien hace los arreglos para dejar abierta la celda de su padre y brindarle la oportunidad de escapar de Blackgate, creyendo que las acciones de su padre son el resultado de que él al menos reconoce inconscientemente el, la 'verdad' de que Gotham está más allá de la salvación y sus intentos de ser un héroe no tiene sentido. Sin embargo, a pesar de sus dudas, Gordon decide permanecer en prisión, concluyendo que Gotham todavía vale la pena ahorrar y simplemente está pensando que podría estar envejeciendo y cometió un error. Aunque los villanos como el Pingüino intentan atacar a Gordon mientras están en prisión, Gordon usa el ejemplo de Batman para inspirar temor en sus "compañeros de prisión" con un mínimo esfuerzo hasta que es liberado cuando comienza el asalto final a Gotham, procediendo a reunir a todos los de Gotham para resistir, levántate y recupera su ciudad para ayudar a Batman por todo lo que él ha hecho por ellos.
Luego de la aparente muerte de Bruce Wayne en la batalla con el Joker durante los eventos de Batman # 40, Gordon tomó el manto de Batman con un traje estilo mecha para combatir el crimen en Gotham City. Gordon aparece por primera vez como Batman en Divergence # 1, un número del Día del cómic gratuito de DC Comics 2015, en el que se muestra que está patrocinado por el mega-corp Powers International. También señala que esta es "la peor idea en la historia de Gotham", tal como se ve, pero aceptó la oferta cuando varias fuentes argumentaron que no había nadie más capaz de entender a Gotham de la forma en que Batman lo había hecho durante el transcurso del tiempo. Años, Gordon contempla los méritos de un Batman que trabaja con el sistema en lugar de hacerlo fuera de él. Sin embargo, comienza a reconocer los problemas de este enfoque cuando descubre que algunos de sus arrestos pasados fueron asesinados mientras se encontraba en libertad condicional y se le prohíbe investigar el crimen por su cuenta. Más tarde, Gordon se encuentra con el Superman, actualmente sin poder, cuando Clark acude a Gotham para investigar las pruebas de que las armas que se usan actualmente contra él fueron creadas en Gotham, pero su reunión inicial resulta en una pelea, ya que Superman no cree que Gordon sea Batman y Gordon duda de Superman debido a que actualmente trabaja con Luthor. Aunque Gordon duda de las habilidades de Superman como héroe debido a su estado impotente actual, finalmente trabaja con Superman para detener a Vándalo Salvaje robando un sol artificial creado en Gotham para usarlo como parte de su último plan, su alianza ayuda a Gordon a reconocer los méritos continuos de Superman como un héroe, mientras que Superman a su vez reconoce que el nuevo Batman hace el trabajo. Más tarde, Gordon trabaja con la Liga de la Justicia para investigar la muerte de un monstruo grande, y los héroes notaron que, después de que el caso concluyera, la alta opinión de Batman sobre sus habilidades estaba bien fundada. A pesar de los mejores esfuerzos de Gordon, los problemas políticos en el departamento hacen que el nuevo villano Sr. Bloom destruya su armadura y asalte un ataque masivo contra Gotham, lo que provocó que el amnésico Bruce Wayne, irónicamente inspirado por una conversación con el igualmente amnésico Joker, tratara de reclamar su papel de Batman. La crisis concluye con Bloom derrotado por el Batman devuelto utilizando algunos de los equipos de Gordon mientras trabajaba con su antiguo aliado, el regreso del verdadero Batman incitó al GCPD a cerrar el programa y restaurar a Gordon a su papel de comisionado, Gordon, pensando que el mundo, Batman necesita enfrentar sus pesadillas para que los seres humanos normales puedan aprender a lidiar con los problemas más comunes.

## Relación con Batman
En la mayoría de las versiones, Gordon ignora la identidad de Batman, aunque algunos fanes y escritores sienten que Gordon es lo bastante inteligente para resolver el enigma pero prefiere no hacerlo para preservar la efectividad de Batman. En la película de 1966, Gordon deja bien en claro su deseo de no conocer su identidad por esas mismas razones.
Aun así, Batman considera a Gordon como uno de sus mejores amigos, y ha estado a punto de revelarle su identidad secreta.
En Batman año Uno, de Frank Miller, Gordon sospecha de Bruce Wayne como posible candidato de ser Batman.
En El Regreso del Señor de la Noche del mismo autor, dado que Batman se ha retirado, Gordon sabe su identidad.

## Familiares de Gordon y el personaje Batgirl
En 1967, los productores de la comedia televisiva Batman pidieron a los editores de Detective Comics la creación del personaje Batgirl (alter ego de Barbara Gordon, joven bibliotecaria hija del Comisario James Gordon).
En Batman: año Uno (1987) de Frank Miller, James Gordon está casado con Barbara Kean (Barbara Eileen, según otros guionistas) y ambos esperan un bebé el cual se llamará Jim. El autor de tal cómic decidió no incluir a la joven hija Barbara en esa historia. A su vez, el Comisario tiene una aventura extramarital con la detective Sarah Essen.
Posteriormente, estos cambios en la continuidad han obligado a los editores a incluir a Barbara Gordon nuevamente en los cómics. Esto se ha hecho paulatinamente como una especie de sobrina/hija adoptada/hija biológica llegada desde Chicago en su adolescencia. Por otro lado, James terminará divorciándose de su esposa Barbara Kean, quien se marcha hacia Chicago llevándose consigo al pequeño Jim. Finalmente, James y Sarah Essen retomarán su antiguo romance.
Al convertirse en adulta joven, Barbara Gordon (exBatgirl), continúa trabajando junto a Batman, pero esta vez bajo el seudónimo de Oráculo.

## Comisionado Fierro
Entre las décadas de 1950 y de 1980, su nombre fue traducido al español como Comisionado Fierro en la traducción de la mexicana Editorial Novaro. Este nombre "traducido" fue popular por años en América debido al doblaje mexicano realizado por la compañía CINSA, para la comedia televisiva Batman de los años '60.

## En otros medios

### Televisión

#### Acción en vivo
- En la serie de Batman de la década de 1960, el comisionado Gordon fue interpretado por Neil Hamilton, y se le presenta no solo con el Bat-Signal a su disposición, sino también un teléfono de línea de emergencia rojo (conocido como Bat-Phone) que se conecta directamente a la Batcave, el Batmobile y (sin el conocimiento de Gordon) del estudio de Bruce Wayne. Se ha demostrado dos veces que los operadores de la centralita de Gordon pueden interconectar líneas entrantes en el circuito de Batphone, lo que le permite telefonear a Batman desde ubicaciones remotas (irónicamente, desde Wayne Manor, y la otra desde una cabina telefónica adyacente a la que utiliza Bruce Wayne). Batman y Robin son visitantes regulares a su oficina. La serie ocasionalmente hizo a la ligera su dependencia de Batman. En "The Devil's Fingers", cuando Batman aparentemente no está disponible, Gordon y el jefe de policía O'Hara lamentan que tendrán que resolver un caso por sí mismos; Esto contrasta con el frío episodio abierto del episodio piloto "Hi Diddle Riddle", en el que Gordon a regañadientes decide convocar a Batman solo después de que O'Hara y todos sus jefes de burós se reúnan y aceptan unánimemente que Riddler está más allá de sus capacidades. Esta versión de Gordon tiene al menos dos hijos adultos, el mayor de los cuales no está especificado pero le ha dado al menos dos nietos,[26] y la menor es Bárbara (y, sin el conocimiento de su padre, Batgirl). Su esposa es mencionada ocasionalmente pero nunca nombrada.[27]
- El comisionado James "Jimmy" Gordon se menciona en el episodio de Flash "Flash of Two Worlds".
- En el drama de Fox en 2014 en Gotham, es interpretado por Ben McKenzie y se lo presenta como un detective novato idealista en el corrupto Departamento de Policía de Gotham City y un veterano de guerra del Ejército de los Estados Unidos. Su difunto padre era el fiscal de distrito de Gotham, a quien el jefe de delitos Carmine Falcone afirma que estaba en su nómina. Gordon es el primer oficial de policía que entrevista a Bruce Wayne luego de que sus padres son asesinados en el episodio piloto, y jura resolver los asesinatos.[28] Es rápidamente atraído hacia la parte más vulnerable de la ciudad, gracias a su sombrío compañero Harvey Bullock y su criminal de poca monta, Oswald Cobblepot. También hace dos nuevas amistades: una ladrona callejera adolescente llamada Selina Kyle que presenció el asesinato de los Wayne, y el joven asistente del fiscal de distrito de Gotham, Harvey Dent, quien se compromete a ayudar a Gordon a encontrar al asesino. La serie también retrata sus turbulentos romances con la socialista Barbara Kean y la médica de Arkham, Leslie Thompkins, sus esfuerzos por librar al GCPD de corrupción y su búsqueda para evitar que el corrupto multimillonario Theo Galavan y la Orden Sagrada de San Dumas se apoderen de la ciudad. Esta versión del personaje comete lo que podría considerarse asesinato dos veces; se ve obligado a matar a un gánster mientras "cobra una deuda" por Cobblepot;[29] y le dispara a Galavan desarmado en la cabeza.[30]
- Comisionado Gordon se menciona en el episodio de los Titans, "Dick Grayson".Además en el episodio 2 de la tercera temporada, Bárbara Gordon señala que falleció de un ataque al corazón luego de un encuentro con Mr. Freeze.

#### Animación
- El actor Ted Knight proporcionó la voz de James Gordon en The Batman / Superman Hour.
- James Gordon hace dos apariciones en Súper amigos:
  - Apareció por primera vez en Challenge of the Superfriends, con la voz de Danny Dark. En el episodio "Superfriends, Rest In Peace", Riddler y Cheetah retienen a Gordon como rehén para que puedan matar a Batman con el Cristal de Noxium.
  - El segundo está en El equipo de los superpoderes: Guardianes galácticos. En el episodio "The Fear", Gordon y Jonathan Crane intentan encontrar y arrestar a El Espantapájaros. Gordon y Batman desconocen que Crane es el Espantapájaros.
  - También apareció en algunos de los cómics relacionados con el espectáculo.
- En la serie de dibujos animados de Filmation en 1977, The New Adventures of Batman, el comisionado Gordon es la voz de Lennie Weinrib.
- El personaje ha sido presentado en el Universo animado de DC Comics, con la voz del veterano actor de voz Bob Hastings:
  - El comisionado Gordon apareció inicialmente en la caricatura de Batman: la serie animada. Su relación con Batman fue similar a la de los cómics. Muchas escenas de la serie representan a Batman y al comisionado que tienen reuniones clandestinas en la Bati-señal. Un flashback en el episodio "Robin's Reckoning" muestra a la versión joven con cabello rojo. En el episodio "I Am The Night", se revela que Batman ve a Gordon como un padre sustituto (la misma edad en la que su propio padre todavía estaba vivo) y se siente profundamente molesto cuando Gordon está gravemente herido por el criminal Jimmy "The Jazzman" Ojeada. El comisionado Gordon también apareció en Batman: la máscara del fantasma y en Batman & Mr. Freeze: SubZero.
  - El comisionado Gordon ha aparecido en Las nuevas aventuras de Batman. Al igual que el resto del reparto, Gordon fue rediseñado para la nueva serie. Aunque su diseño sigue siendo relativamente similar al anterior, su aspecto se volvió más delgado que antes, y su cabello se recortó en un diseño plano. En el episodio "Holiday Knights", se muestra que Batman y Gordon se reúnen todos los años en la víspera de Año Nuevo en una cena para celebrar la "supervivencia", como dice Gordon. En el episodio "Over the Edge", Bárbara Gordon sufre de las toxinas del miedo del Espantapájaros, produciendo una pesadilla donde Batgirl muere en la batalla sin contarle a su padre su secreto. Gordon culpa a Batman por la muerte de Barbara, y lanza una persecución contra su antiguo aliado después de descubrir su identidad secreta en la computadora de Barbara. Después de la pesadilla, Bárbara intenta admitir que fue Batgirl con su padre, pero él dice que confía en Bárbara con cualquier opción y que su hija no necesita decirle nada. El episodio implica que Gordon ya sabe que su hija es Batgirl, pero se lo guarda para sí mismo.
  - El comisionado Gordon también apareció en Superman: la serie animada. En "World's Finest, Part One" investiga un robo en el que se roba una estatua de Kryptonite hecha con un dragón. En "Knight Time", Gordon espera a Batman con la detective Renee Montoya. Lo que Gordon no sabe es que está hablando con Superman disfrazado. El comisionado Gordon apareció en Batman: el misterio de Batimujer también.
  - El comisionado Gordon apareció en Static Shock. En el episodio "Hard as Nails", Batman y Static lo visitan cuando Hiedra Venenosa y Harley Quinn secuestran un barco de carga que lleva ladrillos de oro.
  - El spin-off de Batman del futuro retrata a Bárbara Gordon siguiendo los pasos de su padre mientras el nuevo comisionado de policía de Gotham con una foto de Jim Gordon aparece en el escritorio de Barbara. En Batman Beyond: Return of the Joker, Bárbara Gordon le revela a Terry McGinnis que su padre es una de las pocas personas que sabía lo que le sucedió a Tim Drake, lo que implica que también aprendió y mantuvo en secreto la verdadera identidad de Batman.
- James Gordon apareció en la serie animada The Batman, con la voz de Mitch Pileggi. Esta versión se describe como un nuevo comisionado de policía de Gotham City después de un incidente relacionado con Joker, Pingüino y Riddler. Termina la persecución contra Batman y hace público su apoyo al luchador por el crimen para ayudar a que Gotham sea más seguro para su hija Bárbara Gordon.
- El comisionado Gordon es aludido en Batman: The Brave and the Bold. En "¡Cobertura profunda para Batman!", Batman llamó al comisionado y le dijo que se había frustrado la ola de crímenes del crucigrama de Riddler. En "The Color of Revenge", un flashback revela que Batman recibió una llamada de Gordon de que Crazy Quilt había irrumpido en el museo para robar el amplificador de luz de emisión estimulada. Al final del episodio, Batman recibe un mensaje de Gordon que dice que Polilla Asesina había secuestrado el tren del dinero de Gotham Bank. En "El Super Batman del Planeta X", su homólogo de Zur-En-Arrh es el Canciller Gor-Zonn (voz de Corey Burton) quien informa al Batman de Zur-En-Arrh sobre los ataques de Rothul. En "Los caballeros del mañana", Gordon hace una aparición en la boda de Bruce Wayne y Selina Kyle como parte de la historia que Alfred Pennyworth estaba escribiendo. También aparece sin líneas en el episodio "Joker: The Vile and The Villainous".
- El comisionado Gordon aparece en el episodio de Young Justice "Misplaced", expresado por Corey Burton.
- El comisionado Gordon aparece en la serie de cortos de Super Best Friends Forever.[31]
- El comisionado Gordon hace apariciones en Teen Titans Go!. La mayoría de sus apariciones lo tienen en compañía de Batman. En "La Larva de Amor", mientras Silkie está flotando río abajo en un balde, Silkie pasa flotando junto a Batman y Gordon, que están pescando en un muelle. En "Girls Night Out", se ve a Gordon en su coche de policía riéndose con Batman cuando ven a Starfire, Raven y Jinx, acelera con la policía en persecución. Después de eso, siguen riendo. En "Sidekick", se muestra al comisionado Gordon disfrutando del último batarang con Batman, ambos riendo. En "Slumber Party", los Titans se cuelan en Wayne Manor y hacen un trompo en la estatua de la fuente para parecerse a Batgirl. Batman y el comisionado Gordon luego salen y encuentran la estatua en forma de camiseta, haciendo que ambos se rían, lo que implica que él conoce la identidad secreta de Batman. Luego aparece en "The Cruel Giggling Ghost", donde él, junto con Batman, se visten como el ghoul de dos cabezas para asustar a la gente del parque de diversiones para que no tengan que esperar en la cola para los autos de choque.
- Una versión más joven de James Gordon aparece en Beware the Batman, con la voz de Kurtwood Smith.[32] Comienza como un teniente que desconfía de Batman, chocando con el apoyo de Barbara para él. Gordon se alía a regañadientes con Batman para salvar a Barbara de Tobias Whale y Phosphorus Rex, y gradualmente comienza a confiar en Batman y trabaja junto a él, incluso instalando el Bat-Signal. En "Nexus", Gordon es promovido a comisionado de policía luego de que el comisionado Correa es asesinado por ninjas que trabajan para la Liga de Asesinos.
- El comisionado Gordon hace una aparición inesperada en el episodio de Justice League Action, "Galaxy Jest."
- El comisionado Gordon aparece en la serie animada de 2019 DC Super Hero Girls, con la voz de Fred Tatasciore.
- El comisionado Gordon aparece en Harley Quinn, con la voz de Christopher Meloni. A diferencia de la mayoría de las versiones, este Gordon ha sucumbido a las fatigas y el estrés de vigilar Gotham y sus supervillanos. Como tal, se ha vuelto exhausto, constantemente nervioso, alcohólico y, en ocasiones, psicótico al límite; a menudo despotricando y delirando antes de ser frenado por Batman. También se ha sugerido que su trabajo ha estado dañando su matrimonio, ya que revela que su esposa lo estaba engañando antes de admitir rápidamente que entendía por qué. En una secuencia de flashback durante "Todos los mejores reclusos tienen problemas con sus papás", se describió a Gordon con un físico delgado y atlético antes de tener sobrepeso en el presente. Durante la segunda temporada, Gordon perdió el control de los restos del DPGC y de su esposa en medio del caos de Joker destruyendo Gotham y aparentemente matando a Batman. Mientras chocaba con su hija Barbara, sin saberlo, la inspiró a convertirse en Batgirl, y luego un Batman en recuperación le pidió que trabajara con ella para mantener a Gotham a salvo. Después de perder más confianza en sí misma, Barbara revela su identidad a su padre, lo que lo inspira a superar su alcoholismo y retomar la sede de DPGC de Dos Caras. Una vez que vuelve a ser comisionado, el Presidente de los Estados Unidos le encarga a Gordon que mate a Harley Quinn para que Gotham pueda reincorporarse a los Estados Unidos. Aunque trae un ejército de Parademonios para combatir a sus ciudadanos de Gotham reunidos, finalmente pierde la batalla. Mientras ayudaba a Batman a reunir a los Parademons, se vio obligado a formar equipo con Harley para derrotar a un Doctor Psycho vengativo después de que usara sus poderes psíquicos para esclavizar a los Parademons y a la mayoría de la tripulación de Harley para conquistar Gotham y, posteriormente, el mundo. En el final de la temporada dos, "The Runaway Bridesmaid", Gordon se siente frustrado cuando el alcalde de Gotham no reconoce sus esfuerzos para salvar la ciudad. Después de escuchar sus peroratas, Dos Caras lo manipula para que se postule para alcalde y gane reconocimiento al arrestar a todos los supervillanos presentes en la boda de Hiedra Venenosa y Hombre Cometa. Aunque él y sus oficiales se infiltran con éxito en la boda y casi tienen éxito, Harley frustra sus planes, lo que le obliga a pedir refuerzos y convertir la boda en una guerra total.

### Cine

#### Acción en vivo
- En la película de 15 episodios de 1949, Batman y Robin, el comisionado Gordon fue interpretado por el habitual de Ed Wood, Lyle Talbot.
- El comisionado Gordon fue interpretado por Neil Hamilton en Batman: The Movie, basado en la serie de televisión de los años sesenta. Él aconsejó a Batman y Robin que los supervillanos estaban en libertad.

##### Películas de Tim Burton / Joel Schumacher
En las adaptaciones cinematográficas de Tim Burton / Joel Schumacher de Batman, el comisionado Gordon es retratado por Pat Hingle.
- En el guion escrito por Tom Mankiewicz para la película deshecha de The Batman, que se hizo más tarde como la película de Batman de 1989, Gordon aparecería como Comisionado y se llamaría David, en lugar de James Worthington.[33] El actor fallecido William Holden fue considerado para el papel.[34]
- En Batman (1989), Gordon considera a Batman como un rumor en el mejor de los casos y como un vigilante en el peor de los casos, aunque al final de la película, Gordon reconoce públicamente la utilidad del héroe y ayuda a presentar el Bat-Signal. La esposa de Gordon aparece brevemente en Batman, pero no se ve ni se menciona en las secuelas.
- En Batman Returns (1992), cuando el Pingüino tiene a Batman enmarcado para asesinar, Gordon no está del todo convencido, ya que no está dispuesto a usar fuerza letal para detenerlo y se refiere públicamente al batarang de Batman en la escena del crimen como "puramente circunstancial".
- En Batman Forever ( 1995 ), Gordon está bastante familiarizado con Bruce Wayne. Llega a la escena del aparente suicidio del empleado de Empresas Wayne, Fred Stickley, sin darse cuenta de que en realidad fue asesinado por Edward Nygma. Gordon también está presente en el circo cuando Dos Caras asesina a la familia de Dick Grayson, y más tarde lleva a Dick a la Mansión Wayne después de que Bruce se ofrece como voluntario para cuidar del joven.
- Aunque Bárbara Gordon es su hija en la mayoría de las continuidades, en Batman y Robin (1997), Batgirl se caracteriza por ser la sobrina de Alfred Pennyworth, Bárbara Wilson. En la última aparición de la comisionada Gordon en la película, Hiedra Venenosa usa sus feromonas para enamorarse de ella con el fin de obtener las llaves del cuartel general de la policía y el Bat-Signal, y casi lo mata con su beso tóxico.

Gordon fue planeado para el reinicio abortado llamado Batman: año uno escrito por Darren Aronofsky y Frank Miller. En este guion, Gordon ha vivido en Gotham durante años y está tratando de irse por el bien de su esposa embarazada; también la esposa de Gordon cambia su nombre a Ann, en lugar de Barbara, y el personaje de Gordon habría sido suicida.

##### La Trilogía del Caballero de la Noche

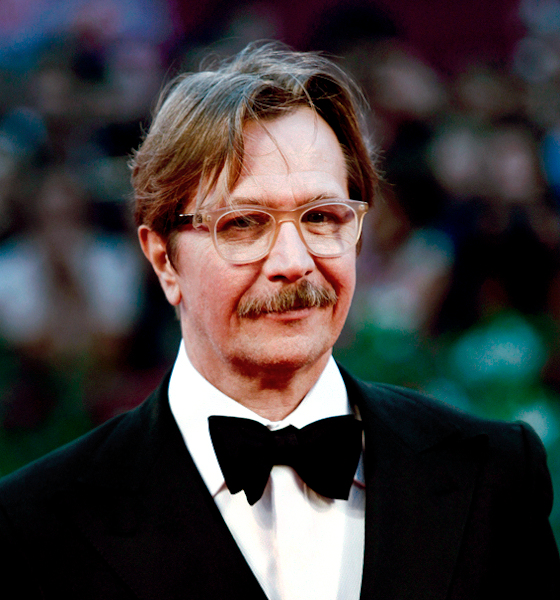
Gary Oldman interpreta a James Gordon en la trilogía de Batman del director Christopher Nolan.

Por último, en las tres películas de Christopher Nolan el personaje ha sido interpretado por el actor Gary Oldman:
- Batman Begins (2005) se refiere al ascenso de Gordon de policía golpeado a sargento y teniente al final de la película. Al comienzo de la película, Gordon hace todo lo posible por consolar a Bruce Wayne, de ocho años, después del asesinato de sus padres. Más tarde, Bruce lo reconoce como uno de los pocos policías honestos en la ciudad, y así, después de que se convierte en Batman, Gordon es la primera persona en la aplicación de la ley que Batman contacta. Los dos forman una alianza secreta contra el imperio criminal de Carmine Falcone. Gordon demuestra ser importante cuando Batman lucha contra Ra's al Ghul. Batman le da a Gordon la tarea de destruir una pista de monorraíl usando el Tumbler, deteniendo el plan de Ra para destruir la ciudad. Es ascendido a teniente y presenta el Bat-Signal. La película termina con Gordon hablando de otro criminal que roba bancos y deja una tarjeta de visita en forma de una tarjeta de juego de Joker. Muchos críticos, y el escritor David S. Goyer, han notado que la representación de Gary Oldman se parece mucho a la forma en que David Mazzucchelli dibujó al personaje en Batman: Año Uno.
- En The Dark Knight (2008), Gordon dirige la Unidad de Delitos Mayores del GCPD y forma una alianza tenue con Batman y el recientemente electo fiscal de distrito Harvey Dent para derrotar a los sindicatos del crimen organizado de Gotham. Cuando el Joker revela que el comisionado Loeb es uno de sus próximos objetivos, Gordon llega a su oficina con otros oficiales para ofrecer protección, pero no puede evitar que Loeb tome un vaso de whisky escocés envenenado. En el funeral de Loeb, Gordon frustra el intento de Joker en la vida del alcalde García, en el proceso de falsificar su propia muerte para proteger a su familia. Después de que Dent afirma ser Batman, Gordon se disfraza de oficial de SWAT y se apodera del camión blindado que lo lleva a la cárcel del condado para su procesamiento. Tras una batalla vehicular con el Joker, Gordon rescata a Batman y Dent, captura al Joker y es ascendido a comisionado de policía por el alcalde. Horas más tarde, dos policías corruptos y los hombres de Joker secuestran a Dent y Rachel Dawes, colocándolos en edificios separados con bidones de aceite preparados para explotar. Mientras Batman puede rescatar a Dent, Gordon llega a la ubicación de Rachel justo cuando la bomba explota y la mata. Desfigurada por la explosión y enloquecida por el dolor, Dent busca vengarse de Gordon por la muerte de Rachel. Dent secuestra a la esposa de Gordon y sus dos hijos, y obliga a Gordon a suplicar por sus vidas en el lugar de la muerte de Rachel. Él lanza su moneda de marca para decidir si el hijo de Gordon debería morir, pero Batman arroja a Dent fuera del edificio, matándolo. Con el fin de preservar la imagen de Dent como el "Caballero Blanco" de la ciudad, Batman decide hacerse cargo de todos los asesinatos de Dent. Gordon acepta a regañadientes, habiendo llegado a respetar altamente al Caped Crusader. Después de elogiar a Dent como un héroe de la ciudad, Gordon destruye el Bat-Signal y pide una persecución contra Batman. Mientras Batman huye, Gordon le asegura a su hijo que Batman no es solo un héroe: Batman es un "Caballero de la Noche".
- En The Dark Knight Rises (2012), Gordon siente remordimiento por ocultar los crímenes de Harvey Dent, y contempla renunciar y revelar la verdad a la ciudad. Por ahora, la esposa de Gordon lo ha dejado y se ha llevado a sus hijos. Los hombres de Bane disparan a Gordon, poniéndolo en condición crítica. Un Bruce Wayne disfrazado lo visita en el hospital, y Gordon le ruega a su antiguo aliado que regrese a la lucha contra el crimen. También se hace amigo de John Blake y promueve al oficial de policía novato como detective después de ver en el joven la dedicación y el idealismo que una vez tuvo. Después de que Bane derrota a Batman y atrapa a la mayor parte del departamento de policía de Gotham City, Gordon se levanta de la cama y derrota a los agentes de League of Shadows que intentaron matarlo en su habitación del hospital. Bane expone públicamente los crímenes de Dent y la complicidad de Gordon en el encubrimiento, y toma a Gordon y sus hombres como prisioneros. Más tarde, Gordon encuentra un camión que lleva una bomba nuclear destinada a aniquilar la ciudad y le coloca un dispositivo para bloquear la señal del disparador. En la batalla final contra Bane,, y la Liga de las Sombras, Batman revela crípticamente su verdadera identidad a Gordon antes de aparentemente sacrificarse para frustrar el plan de la Liga de las Sombras para destruir la ciudad. Después de dar el elogio en el funeral de Bruce Wayne, Gordon descubre que Bat-Signal ha sido reparado y se da cuenta de que Batman todavía está vivo.

##### Universo extendido de DC
J.K. Simmons interpreta a James Gordon en el Universo extendido de DC:
- J.K. Simmons interpreta a James Gordon en la película de Liga de la Justicia (2017) que forma parte del Universo extendido de DC.[36] Bryan Cranston le reveló a Geeking Out que estaba preparado para el papel, pero lo rechazó.[37] Cuando Cripus Allen le informó de varias personas de Ciudad Gótica y Metrópolis capturadas por Parademonios, este dudó de que Batman estuviera detrás de ello, ya que lo ayudó a combatir la delincuencia durante veinte años. Allen comentó que el mundo se volvió loco y que posiblemente Batman también. Gordon encendió la Bati-señal, sólo para darse cuenta de que Batman no estaba solo, sino que venía acompañado de la Mujer Maravilla, Flash y Cyborg. Gordon les dijo todo sobre los científicos capturados por Parademonios, con Cyborg determinando que ellos estaban en la isla Braxton capturados para ser interrogados porque Steppenwolf estaba en busca de las Cajas Madre. Después de que los héroes confrontaran a Steppenwolf, Gordon se reunió con Batman, comentándole su gusto de verlo trabajar en equipo con otras personas. Más tarde, Cyborg llegó con una Caja Madre, y se separaron de Gordon. Cuando la Liga de la Justicia derrotó con éxito a Steppenwolf, Gordon siguió trabajando con Batman, quien volvió a operar como justiciero solitario tras detener la invasión.
- J.K. Simmons volvió a interpretar a James Gordon en Liga de la Justicia de Zack Snyder (2021), versión original de Liga de la Justicia (2017). Las únicas diferencias entre esta versión con la anterior son: Que Cripus Allen nunca le dice a Gordon que Batman se haya vuelto loco después de 20 años. Gordon en ningún momento llega a conocer a Aquaman. Y al final de la película, Batman vuelve como justiciero solitario mientras observa su Bati-señal desde un "tanque" (llamado "War Machine").
- J.K. Simmons volverá a interpretar a James Gordon, en Batgirl (2022), pero fue cancelada.[38][39]

##### The Batman
Jeffrey Wright interpretará a James Gordon en la película del director Matt Reeves, The Batman.

#### Animación
- En Justice League: The New Frontier el personaje hace un cameo en la escena de interrogación con Rey Faraday y Detective Marciano.
- James Gordon apareció en Batman: Gotham Knight, con la voz de Jim Meskimen.
- El comisionado Gordon hace una aparición en Batman: Under the Red Hood (expresado por Gary Cole, aunque sin acreditar) durante el enfrentamiento entre el Joker y Red Hood.
- El ganador del premio Emmy Bryan Cranston interpretó al teniente James Gordon en la adaptación de la película animada de Batman: año uno.[40]
- El comisionado Gordon aparece en las dos partes de Batman: The Dark Knight Returns, con la voz de David Selby.
- El comisionado Gordon aparece en Lego Batman: The Movie - DC Super Heroes Unite, una adaptación del videojuego del mismo nombre, con la voz de Townsend Coleman.
- El comisionado Gordon aparece en Son of Batman, con la voz de Bruce Thomas.[41]
- El comisionado Gordon aparece en Batman: Assault on Arkham, con la voz de Chris Cox.
- El comisionado Gordon aparece en Batman Unlimited: Animal Instincts, con la voz de Richard Epcar.[42]
- El comisionado Gordon aparece en Batman Unlimited: Monster Mayhem, expresado nuevamente por Richard Epcar.
- El comisionado Gordon aparece en Batman: The Killing Joke, expresado por Ray Wise.[43] En la película, Gordon es secuestrado por el Joker, quien intenta volverlo loco al paralizar a Bárbara y someterlo a una evidencia fotográfica de su crimen, junto con otras torturas psicológicas. Sin embargo, al final, Gordon mantiene su cordura y le dice a Batman que traiga a Joker por el libro.
- El comisionado Gordon aparece en Batman: Return of the Caped Crusaders, con la voz de Jim Ward.
- El comisionado Gordon aparece en The Lego Batman Movie, con la voz de Héctor Elizondo.
- El comisionado Gordon aparece en las películas de DC Super Hero Girls, con la voz de Tom Kenny.
- El comisionado Gordon aparece en Batman: Gotham by Gaslight, con la voz de Scott Patterson. Mientras que una adaptación de la novela gráfica del mismo nombre, se revela que Gordon posee el alter ego del infame asesino en serie Jack el Destripador, que es el principal antagonista de la película, que es una desviación del material de origen donde todavía estaba un héroe.
- James Gordon hace un breve cameo en Teen Titans Go! to the Movies.

### Videojuegos
- James Gordon aparece en el videojuego de Batman Begins con la voz de Gavin Hammon.
- El comisionado Gordon aparece en DC Universe Online, con la voz de Ken Webster. Aparece como un personaje secundario para los héroes.
- El comisionado Gordon hace una aparición en Injustice: Dioses entre nosotros. En la escena de apertura, que tiene lugar en una realidad alternativa, se le ve viendo las noticias sobre el Joker destruyendo Metrópolis con un misil nuclear. En el final de Batgirl, se reveló que la versión alternativa de su padre fue asesinada por el Régimen para ayudar a la Insurgencia.
- El comisionado Gordon aparece como un personaje secundario en Scribblenauts Unmasked: A DC Comics Adventure.
- El comisionado Gordon aparece en Batman: Dark Tomorrow.

#### Serie de Lego
- El comisionado Gordon aparece en Lego Batman: el videojuego para PlayStation 3, Nintendo DS, Wii, PlayStation 2, PC, y Xbox 360 con sus efectos vocales son proporcionados por Keith Ferguson. Se desempeña como jefe en la historia de los villanos (con la excepción de la versión de DS) y es un personaje jugable.[44]
- El comisionado Gordon aparece en Lego Batman 2: DC Super Heroes, con la voz de Townsend Coleman. Él está presente después de que Lex Luthor diseñó un descanso en la prisión en Arkham Asylum. Alrededor del final del videojuego, se ve al comisionado Gordon cuando él y sus oficiales de policía arrestan a Lex Luthor y Joker.
- La iteración de The Dark Knight Trilogy de James Gordon aparece en Lego Batman 3: Beyond Gotham.
- El comisionado Gordon aparece en Lego Dimensions, con la voz de Steven Blum. Aparece en el DC Comics World, donde necesita la ayuda del jugador después de que uno de sus policías voló accidentalmente un camión lleno de objetos de valor.
- El comisionado Gordon aparecerá en Lego DC Super-Villains, con la voz de Tom Kane.

#### Serie de Arkham
El Comisionado Gordon es un personaje de apoyo en la franquicia de Batman: Arkham, donde es interpretado por Tom Kane en Arkham Asylum, Rick D. Wasserman de joven en un flashback en Arkham Asylum, David Kaye en Arkham City, Michael Gough en Arkham Origins y Jonathan Banks en Arkham Knight.
- En Batman: Arkham Asylum, se presenta acompañando a Batman con la readmisión del Joker recién capturado al comienzo del juego. Una vez que Joker se libera, Batman le dice a Gordon que avise al Guardián y va tras Joker. Una vez que Batman sigue a Joker hasta el otro extremo del tratamiento intensivo, Joker muestra imágenes de video de Frank Boles (un guardia que trabaja con Joker) que toma a Gordon como rehén. En el camino para liberar a Gordon, Batman se encuentra con El Espantapájaros arrastrando a Gordon y aparentemente lo mata. Más tarde se reveló que la persona muerta que Batman encontró antes era en realidad un guardia que había sido visto como Gordon debido al gas de Scarecrow. Aunque Boles es asesinado rápidamente una vez que Joker se da cuenta de que el guardia estaba siendo rastreado por Batman, Harley Quinn mantiene a Gordon bajo vigilancia en las instalaciones médicas. Batman llega para detener a Harley y libera a Gordon informándole que Bane También está en la zona. Después de la batalla con Bane, que resulta en la destrucción del Batimóvil y Bane bajo el agua, Gordon aborda un ferry con un guardia que Batman enviará de vuelta a Gotham para manejar el caso de la bomba. Gordon no se vuelve a ver hasta el final del juego cuando Batman se enfrenta a Joker por última vez. Una vez que el Caballero Oscuro derrota a los dos guardias inducidos por Titán y a varios matones Joker, Gordon se cae del techo atado (cómo, cuándo y por qué regresó a la isla nunca se explica, pero el oficial que conducía el bote podría haber sido otro de los Joker "dentro de los hombres"). Joker apunta la pistola de dardos Titán a Gordon y aprieta el gatillo, pero Batman rápidamente salta delante de Gordon y le da un golpe. Joker entonces usa el Titán sobre sí mismo. Más tarde, se ve a Gordon en el techo atado a una silla eléctrica mientras Titán Joker y Batman (quien usa la cura para sí mismo) luchan. Una vez que Joker es derrotado, Gordon y Batman se unen rápidamente por varios miembros de GCPD y SWAT. Gordon esta hablando con su hija Bárbara Gordon (también conocido como Oracle) sobre los eventos de esa noche. Gordon le ofrece a Batman que lo lleve a su casa, considerando que el Batimóvil fue destruido, cuando una alerta en la radio de Gordon indica que Dos Caras ha robado el segundo banco nacional de Gotham y observa cómo Batman despega en Batwing. También se menciona en un flashback inducido por Espantapájaros que Gordon fue el único oficial que simpatizaba con el joven Bruce Wayne la noche en que sus padres fueron asesinados.
- En Batman: Arkham City, envía policías dirigidos por el sargento Tom Miller para averiguar de qué se trata realmente Arkham City. Aparece al final del juego justo antes de los créditos, y le pregunta repetidamente a un Batman que no responde sobre lo que sucedió en Arkham City mientras Batman se llevaba el cadáver del Joker. Buscar en la radio la señal de GCPD poco después del arresto de Bruce Wayne en el juego le dará al jugador algo de él y le dirá a un despachador que informe a todos los oficiales que tomen arrestos a GCPD en lugar de Arkham City porque, como él dice, "los abogados de Wayne tendrán Un día de campo con esto ". Gordon también aparece en el DLC Harley Quinn's Revenge, siendo otro de los aliados del Caballero Oscuro que está preocupado por su estado mental desde la muerte de Joker.
- En Batman: Arkham Origins, un joven James Gordon aparece como un Capitán de GCPD. Con más de una década en el pasado, Gordon aún tiene que forjar una alianza con Batman, ya que ve al Caballero Oscuro como una amenaza y un lunático, a diferencia de que su hija Bárbara Gordon ve al vigilante como un héroe. Durante el robo de Batman en el GCPD, Batman se encuentra con Gordon mientras intenta escapar y lo desarma inofensivamente, tratando de explicar inútilmente que están del mismo lado. Después de salvar la vida de Gordon cuando el líder de SWAT, Branden, casi lo dispara por accidente, se escapa, aunque Gordon está fuera de combate en el proceso. Más tarde, Gordon aparece arrestando a Joker después del tiroteo en el Royal Hotel, y luego nuevamente cuando toma el control de la policía para detener a Firefly de demoler el puente. Cuando Batman llega, se niega a escuchar sus advertencias sobre las bombas e insiste en que Batman se rinda a Firefly. Finalmente, ve la razón y el escuadrón de bombas desactiva la última bomba, lo que permite a Batman derrotar a Firefly. Cuando el Joker se hace cargo de la prisión de Blackgate, Gordon llega para detener el caos solo para poner en peligro su vida cuando Joker lo ata a una silla eléctrica que se activará si Batman no mata a Bane a tiempo. Batman detiene momentáneamente el corazón de Bane a tiempo para salvar a Gordon, y los dos trabajan juntos para derrotar a Joker. Aunque Gordon todavía se siente obligado a arrestar a Batman, este último desaparece y Gordon decide que la ciudad necesita a Batman. Más tarde, a regañadientes, solicita la ayuda de Batman para reunir a varios prisioneros escapados de Blackgate.
- James Gordon aparece en Batman: Arkham Origins Blackgate.
- En Batman: Arkham Knight, Gordon pierde la confianza en Batman después de que Barbara es secuestrada por Espantapájaros y Batman reveló que fue secuestrada porque estaba trabajando con él. Trata de perseguir al propio Espantapájaros, pero es capturado y es testigo de la confrontación entre Arkham Knight y Batman, lo que le hace descubrir que Bruce Wayne, de Batman. Se enfrentan a Espantapájaros en el techo del edificio donde Espantapájaros le ordena a Gordon que mate a Batman para salvar a Barbara. Él dispara a Batman, pero Crane lanza a Barbara a pesar de todo. Sin embargo, Gordon le disparó a Batman en la pieza de cofre a propósito (ya que tiene una armadura adicional) y Batman salva a Barbara cuando Gordon es secuestrado por el Espantapájaros con Robin. El espantapájaros obliga a Gordon a desenmascarar a Batman en la televisión en vivo. Cuando Batman finalmente derrota a Espantapájaros, Bruce le dice a Gordon que cuide de Tim y Barbara, ya que es el final de Batman. En el epílogo que se lleva a cabo un año después, Gordon se convirtió en alcalde de Gotham City y se reúne con su hija. El paquete de cuentos DLC Batgirl: Un asunto de familia, que tiene lugar antes de los eventos de Arkham Asylum, se centra en el secuestro de Gordon y el secuestro de Joker y Harley Quinn en una plataforma petrolera desaparecida, mientras Batgirl y Robin intentan rescatarlo.